# Kostel svatých Archandělů
Kostel svatých Archandělů (rumunsky Biserica de lemn Sf. Arhangheli) je jedním z osmi dřevěných kostelů v Maramureši v Rumunsku, které byly v prosinci 1999 zapsány na seznam světového dědictví UNESCO. Stavba se nachází ve vesnici Rogoz v údolí řeky Lăpuș v hornaté oblasti severního Sedmihradska. 

## Historie
Kostel byl postaven v roce 1633, což nepřímo potvrzuje nápis u vchodu informující návštěvníky o tatarském nájezdu v roce 1661. Kostel přežil i poslední tatarský vpád v roce 1717, o čemž vypovídá nástěnný nápis, který zmiňuje děsivý rok 1717 z doby Tatarů. V roce 1883 byl přenesen ze Suciu de Sus do centra obce Rogoz na místo stávajícího kostela svaté Paraskevy z roku 1701. V roce 1834 byla zvětšena velikost oken v lodi. V letech 1960-1961 proběhla rozsáhlá rekonstrukce stavby a byly obnoveny podlahy.

## Architektura

### Exteriér
Kostel je roubená stavba postavená z trámů, které jsou k sobě spojeny bez použití kovových hřebíků. Dřevěné stěny spočívají na soklu z kamenných kvádrů a oblázků. Dřevo je jilmové a podle tradice pochází všechno toto dřevo ze dvou mohutných stromů z kopce Dealul Popii. Střecha je z dřevěných šindelů s velmi širokými přesahujícími okapy, které chrání stěny před deštěm a sněhem. Na západní straně se nachází věž, což je obvyklé umístění u dřevěných kostelů v Maramureši. Věž je ukončena jehlou se čtyřmi nárožními jehlany, vše obložené šindelem. Kostel má sedlovou šindelovou střechu. 

### Interiér

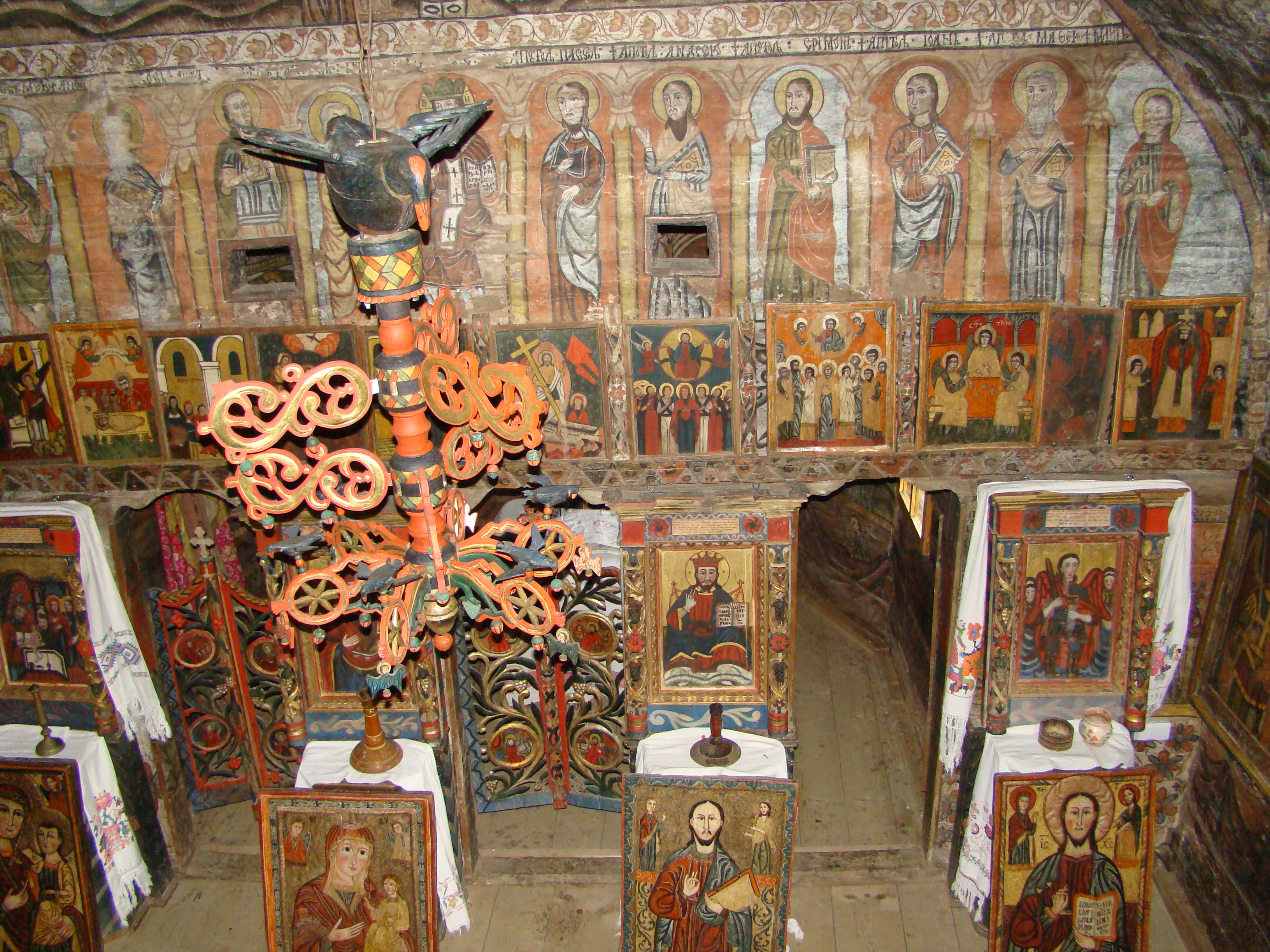
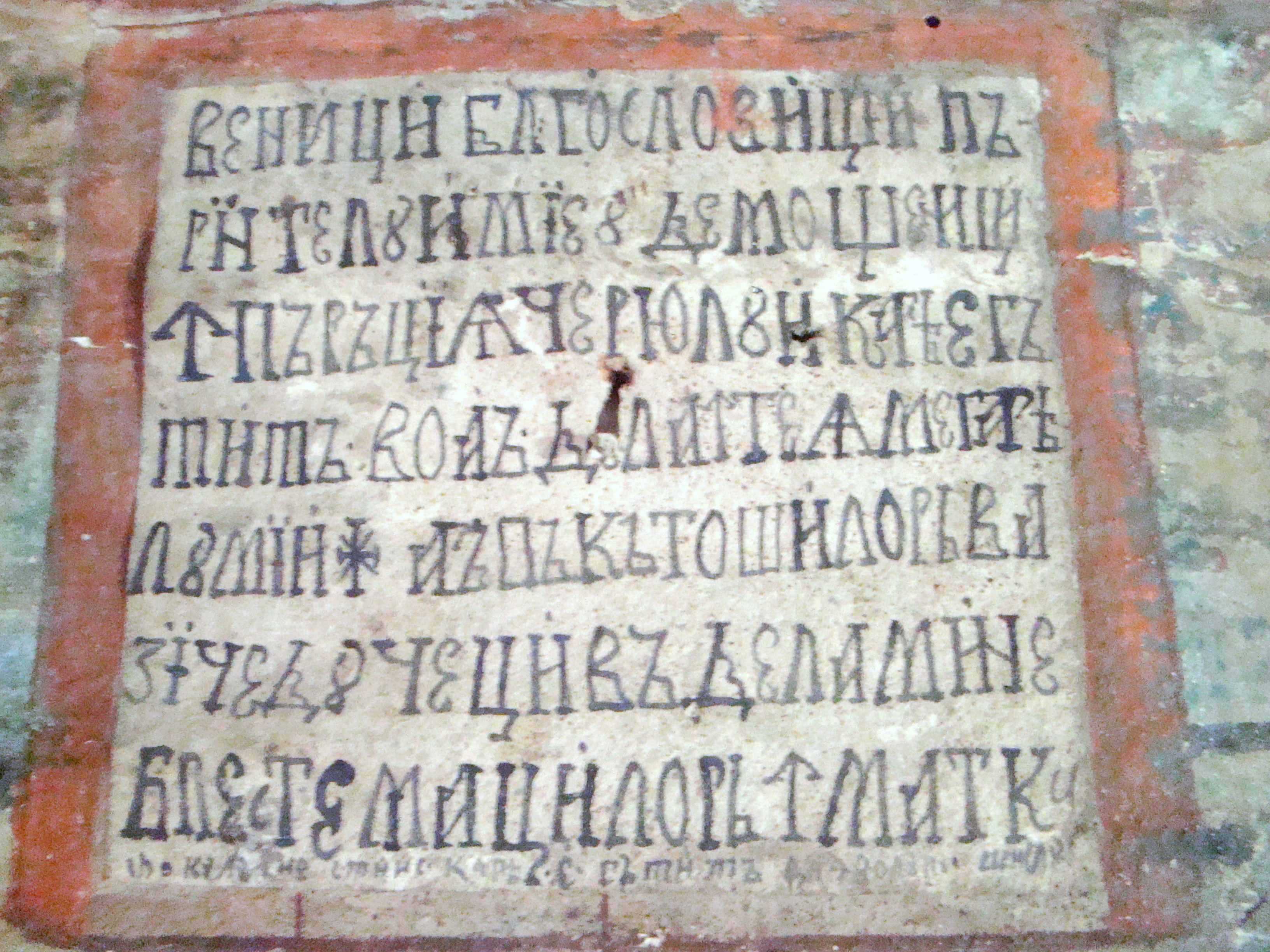
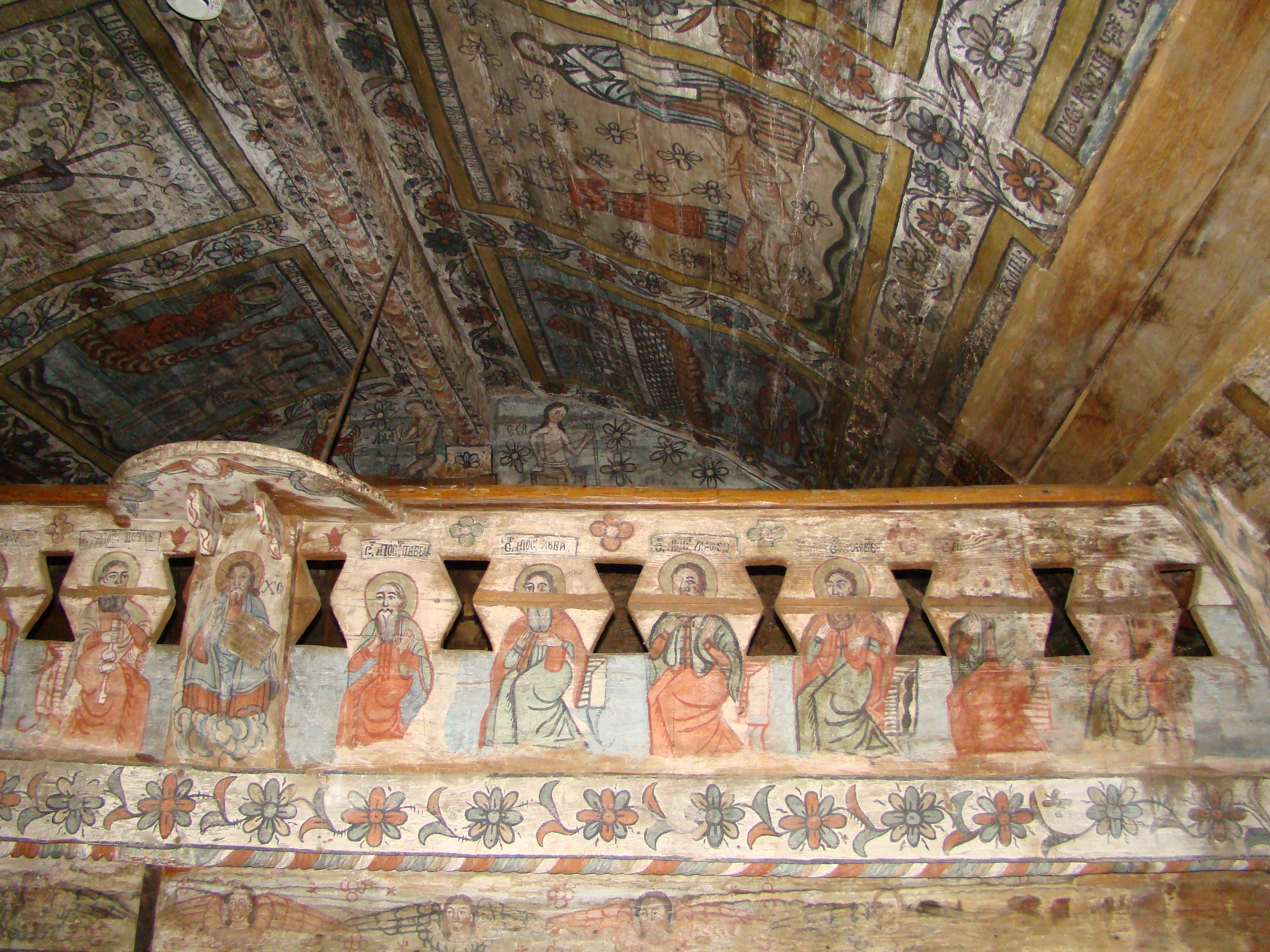
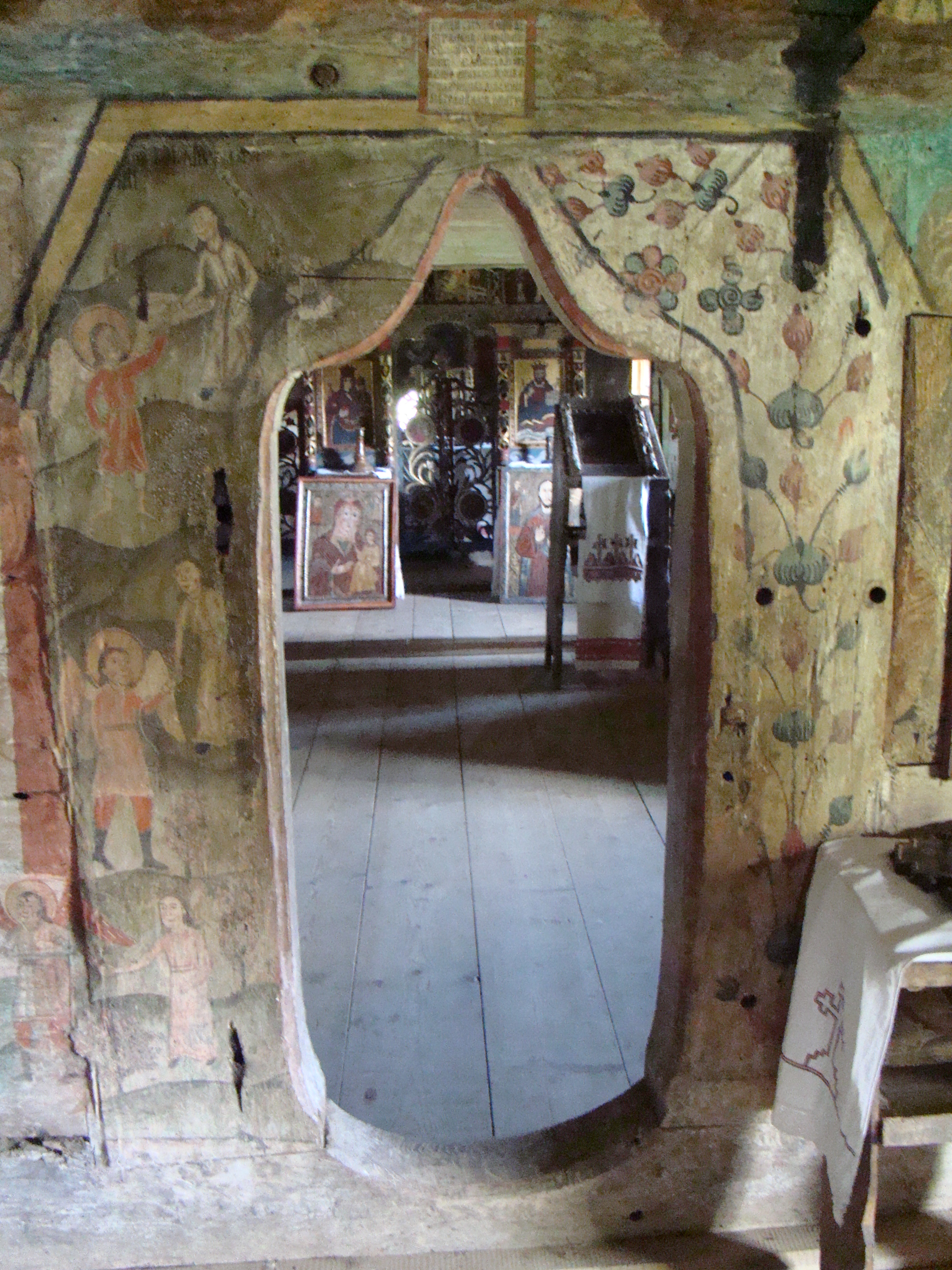
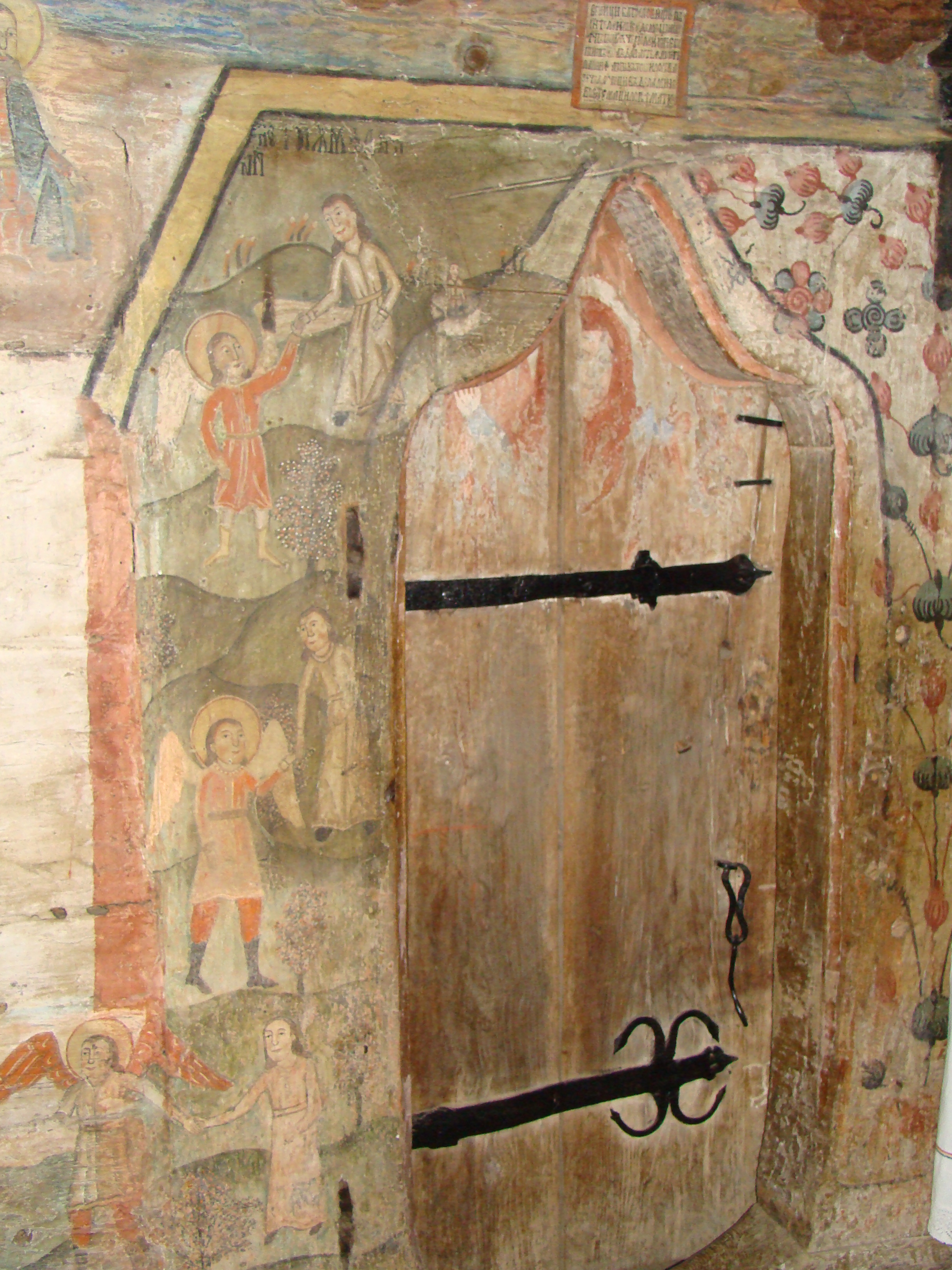
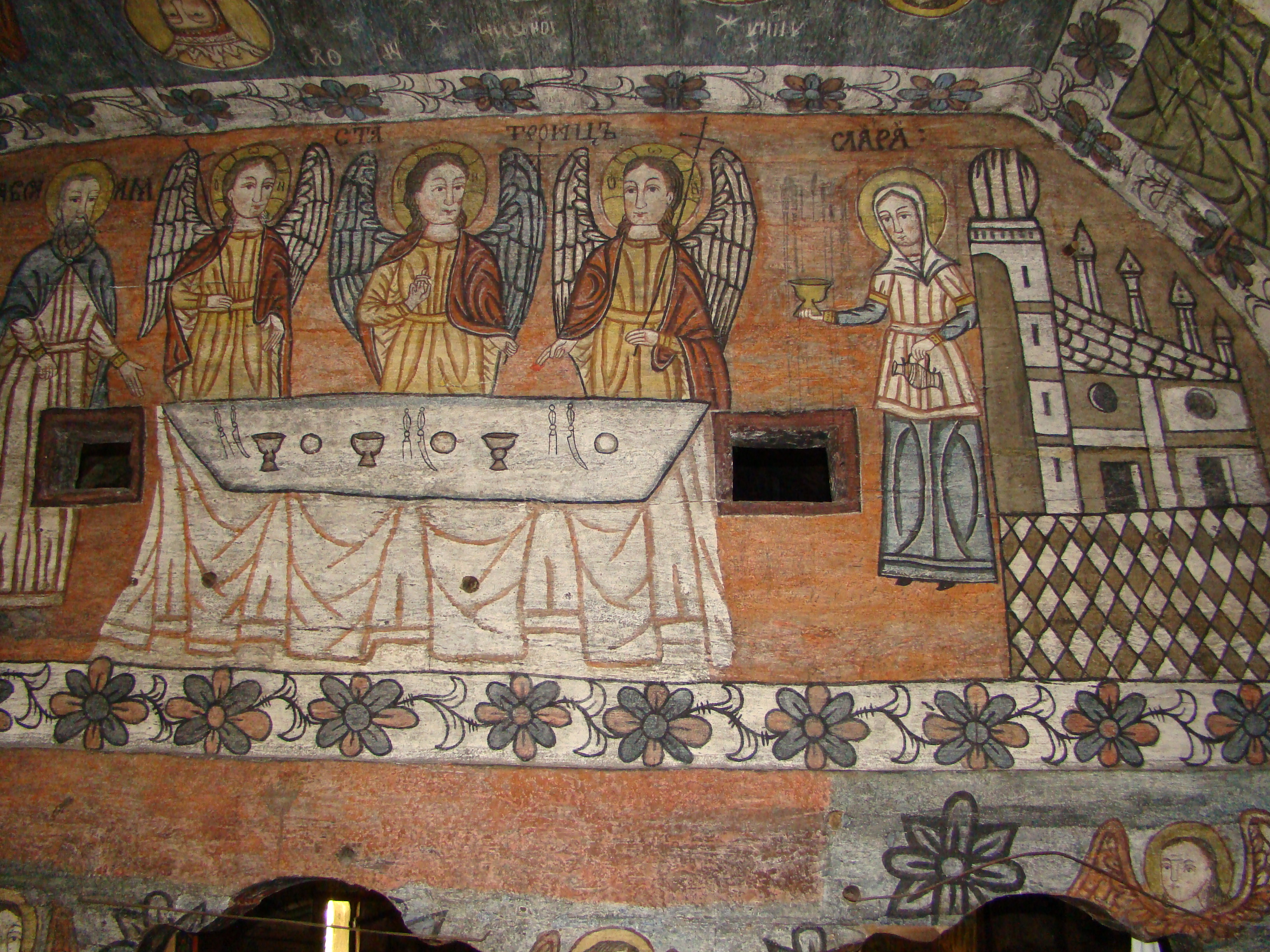

Loď je úzká obdélníková na východním konci se rozšiřuje do sedmibokého kněžiště. Kostel má polygonální pronaos s přístupem z jižní strany. Stavba kombinuje pravoslavné tradice s gotickými vlivy. V interiéru i exteriéru jsou vyřezávané dřevěné architektonické detaily včetně zdobení provazcem a rozetami. V lodi jsou dvě okna, za oltářem je malé kruhové okno, kterým od 1. do 15. srpna pronikají sluneční paprsky po dobu 30 minut.
Všechny vnitřní stěny jsou vyzdobené freskami v jasných barvách, jejichž autory jsou Nicholas Mann a Radu Munteanu z vesnice Ungureni, kteří vytvořili nástěnné malby také pro kostel v Deseşti a další v oblasti Lăpuş.  Jednotlivé výjevy jsou napsány cyrilicí. V roce 1834 byly fresky částečně obnoveny, strop a loď byly přemalovány neznámým umělcem.

## Galerie

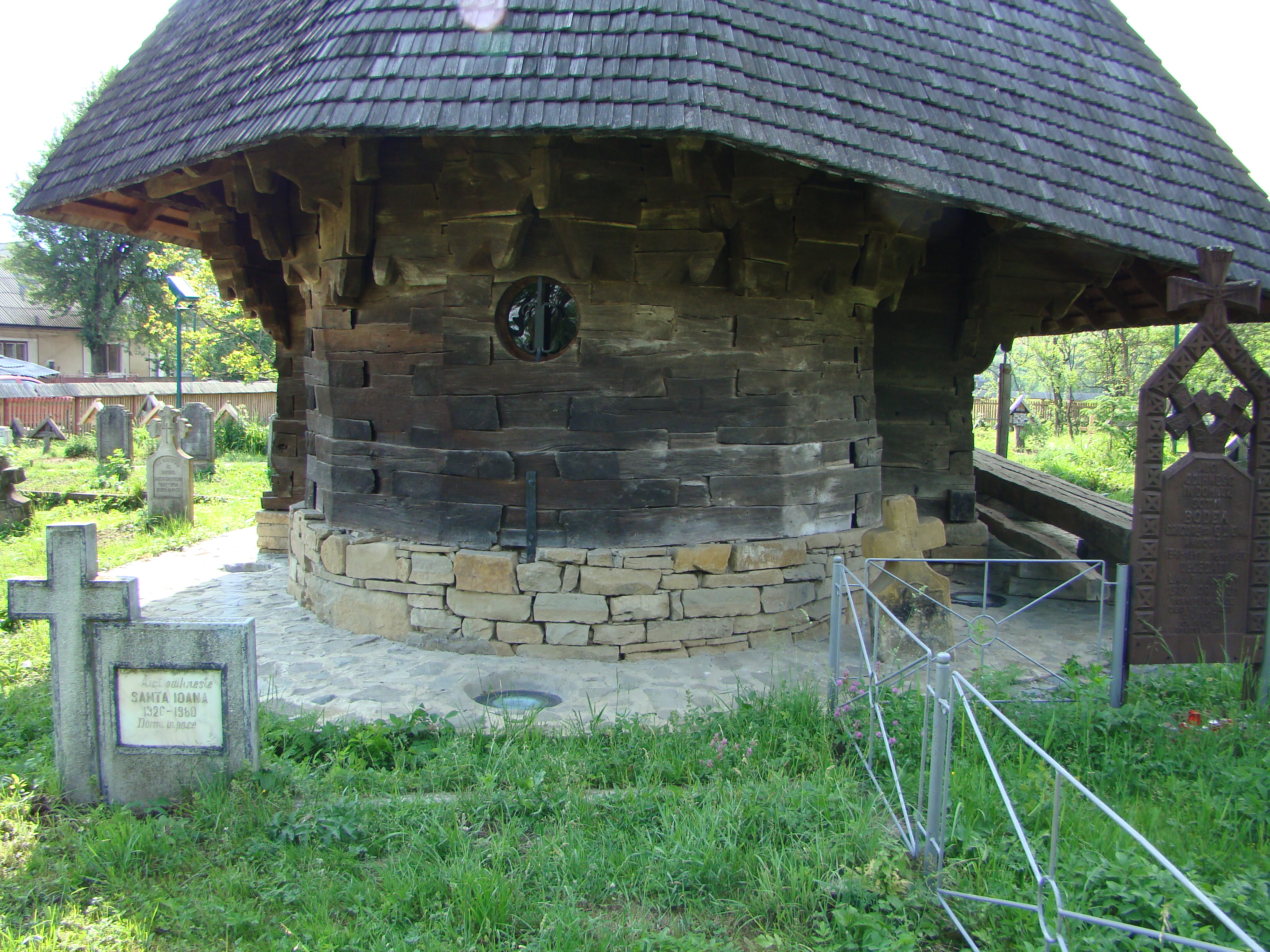
Detail polygonálního závěru s kulatým oknem, přesahující střechou a kamenným soklem
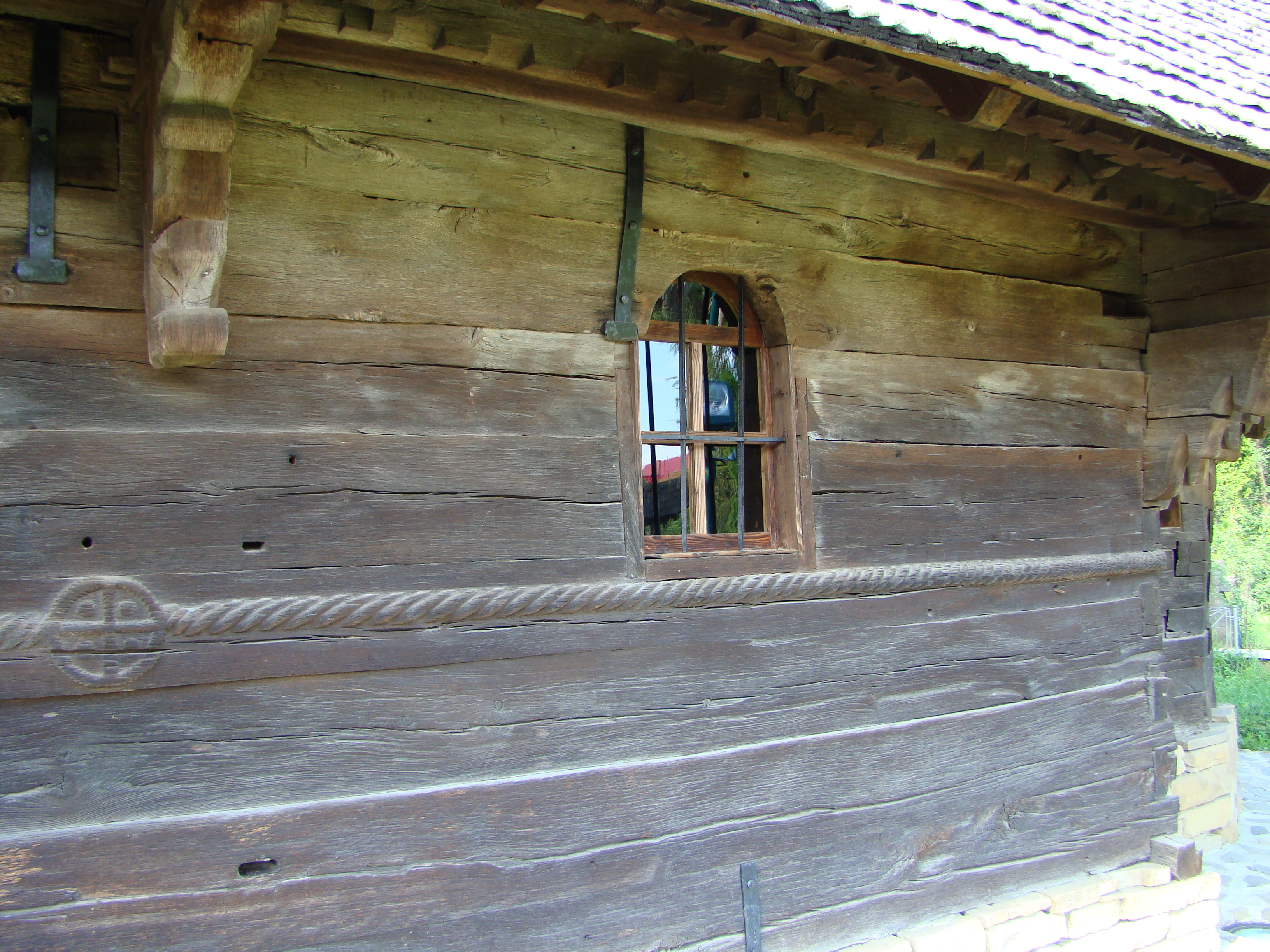
Zdobení provazcem a rozetou
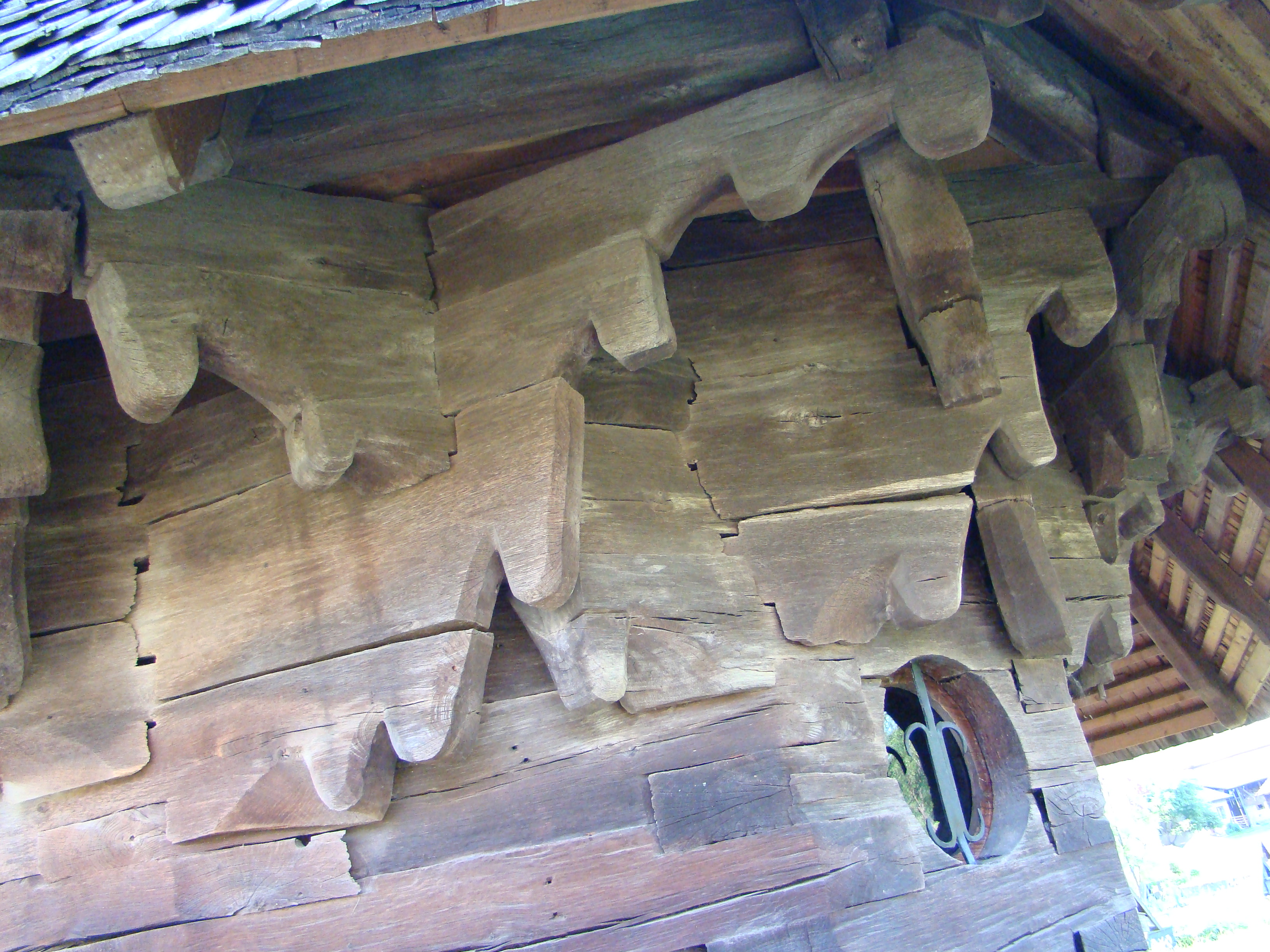
Detail spojení tzv. koňské hlavy
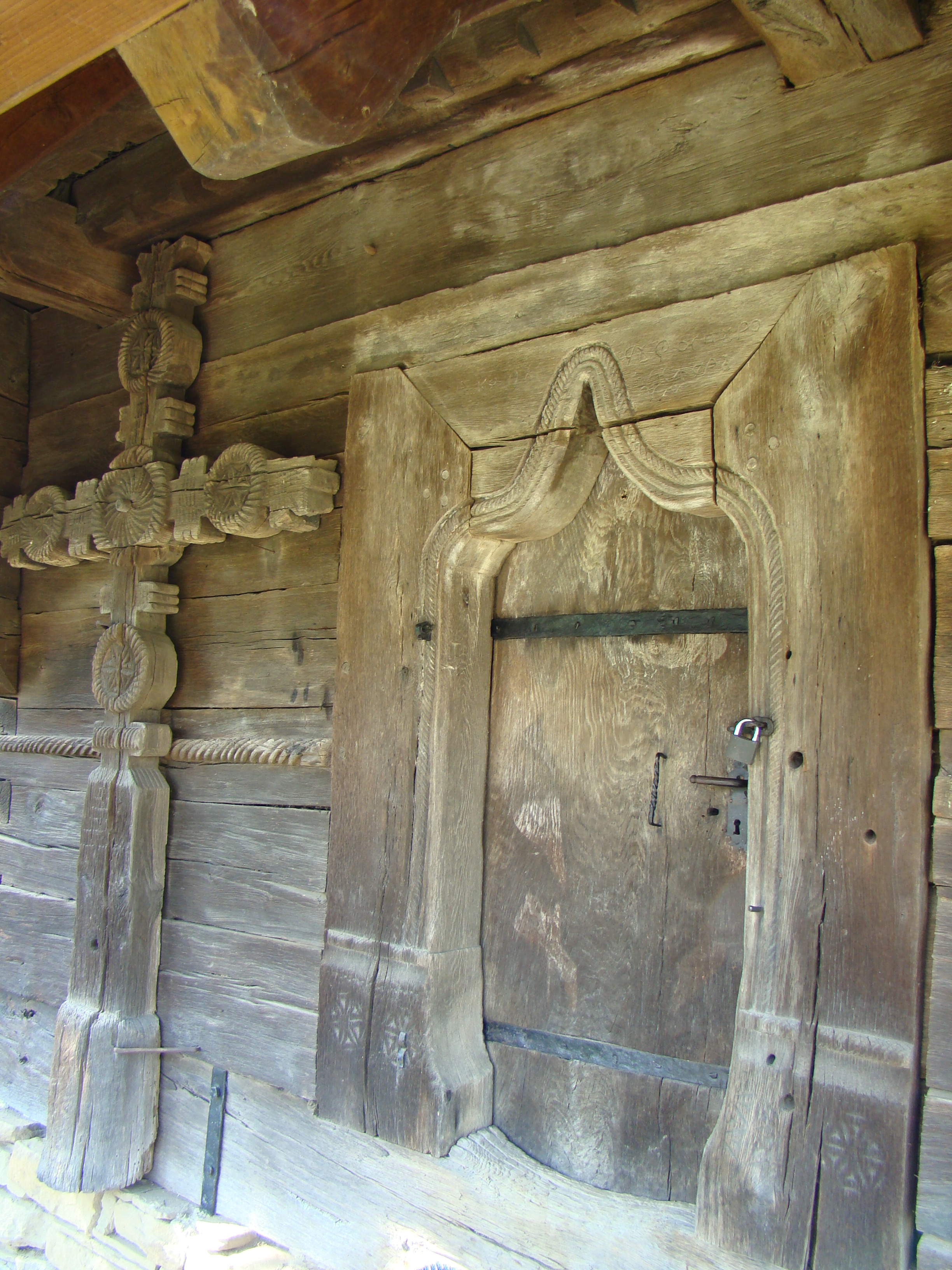
Nápis na dveřích připomíná tatarský vpád v roce 1661
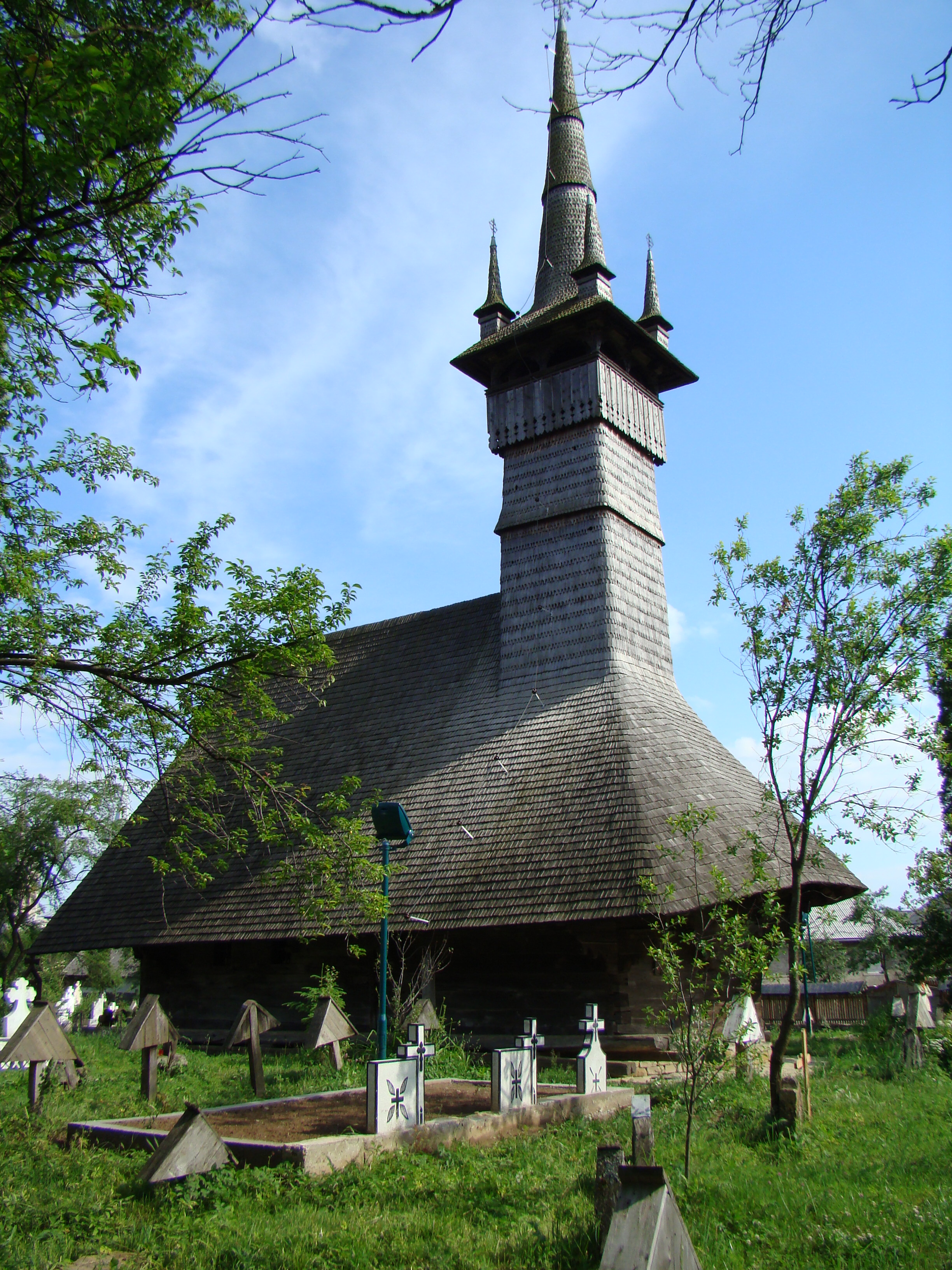
Celkový pohled
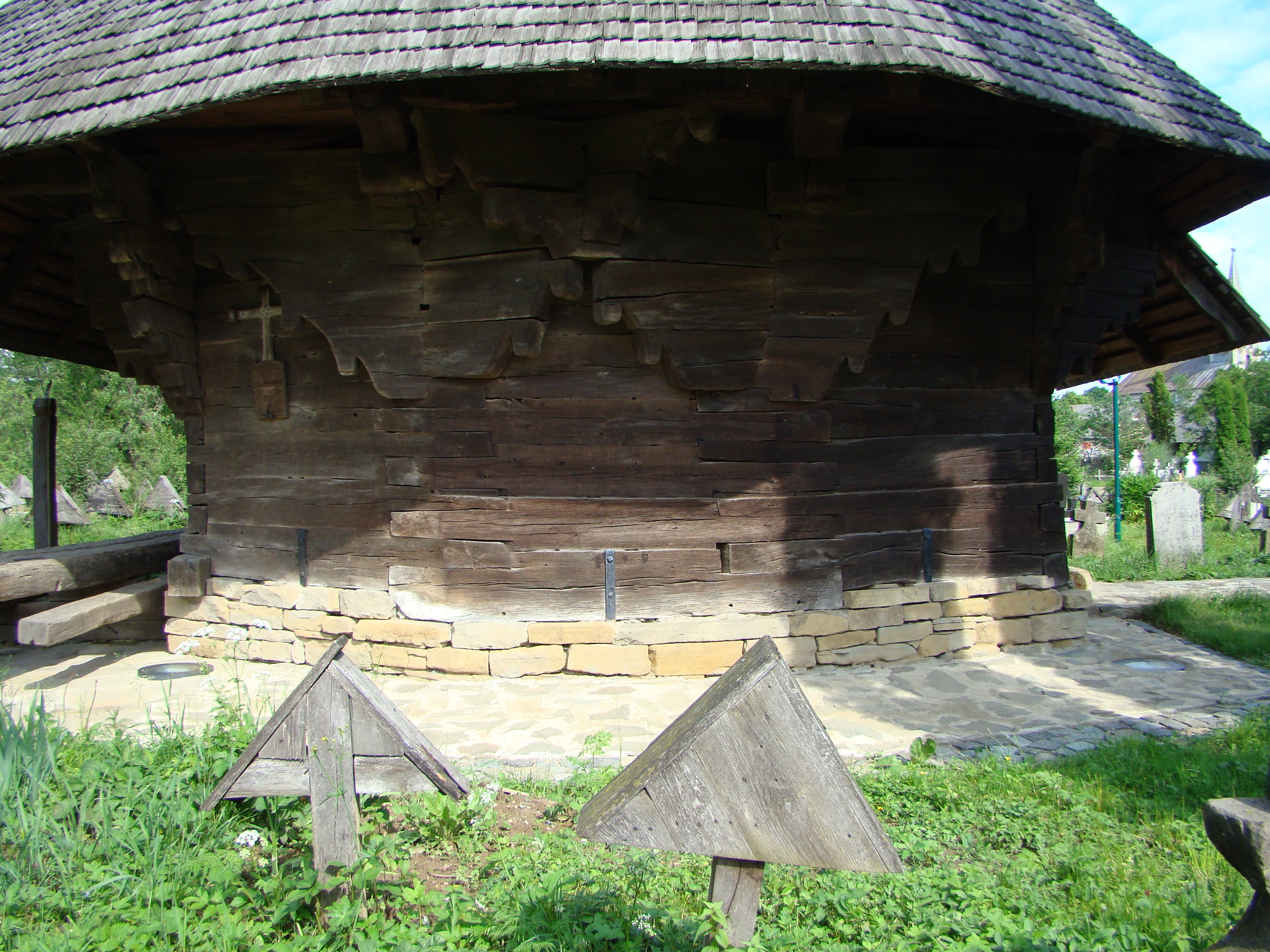
Podvěží